# Ariana Grande
Ariana Grande-Butera (Boca Raton, 26 de junho de 1993) é uma cantora, compositora e atriz norte-americana. Ao longo da carreira, tornou-se uma das cantoras mais ouvidas da história da música em streaming e 
um dos nomes de maior relevância da música pop na atualidade. Grande é conhecida por seu alcance vocal de quatro oitavas e seu uso característico do registro de apito. Ela começou sua carreira como atriz aparecendo no musical 13 (2008), da Broadway, e alcançou a fama como Cat Valentine na série de televisão Victorious (2010–2013), da Nickelodeon, e seu spin-off Sam & Cat (2013–2014). A artista assinou com a Republic Records e lançou seu álbum de estreia Yours Truly (2013), que apresenta uma mistura de pop e R&B. Já seus dois discos seguintes, My Everything (2014) e Dangerous Woman (2016) – que apresentam mais elementos eletrônicos –, solidificaram seu sucesso comercial e de crítica. Ambos os álbuns continham os singles de sucesso internacional; "Problem", "Break Free", "Bang Bang", "One Last Time", e "Side to Side"
Os conflitos pessoais da artista inspiraram o conteúdo lírico dos álbuns de trap, Sweetener (2018) e Thank U, Next (2019). O primeiro rendeu a Grande seu primeiro prêmio Grammy, enquanto o último rendeu os seus primeiros singles número um na tabela estadunidense Billboard Hot 100; "Thank U Next" e "7 Rings", o que a tornou a primeira artista solo a ocupar as três primeiras posições dessa parada musical. Posteriormente, ela alcançou o maior número de estreias número um na história da Hot 100 com a faixa-título de seu sexto álbum, Positions (2020), bem como as colaborações "Stuck with U", com Justin Bieber, e "Rain on Me", com Lady Gaga. Após 4 anos de seu último álbum, Grande lançou o aclamado pela crítica, Eternal Sunshine (2024), que se tornou seu sexto álbum no topo da tabela Billboard 200 e gerou dois singles número um "Yes, And?" e "We Can't Be Friends (Wait for Your Love)". Ela voltou a atuar no cinema com a sátira política Don't Look Up (2021) e recebeu elogios da crítica por sua interpretação de Glinda the Good, no musical de fantasia Wicked (2024), que lhe rendeu uma indicação ao Oscar de Melhor Atriz Coadjuvante.
Grande está entre os artistas musicais que mais venderam no mundo – com mais de 90 milhões de gravações comercializadas –, e é a quinta musicista com mais singles certificados por vendas digitais. Entre seus vários prêmios e reconhecimentos há dois Grammys, um Brit Award, três Billboard Music Awards e American Music Awards, dez MTV Video Music Awards, e 36 recordes mundiais no Guinness World Records. Ela foi nomeada duas vezes a Melhor Artista Feminina do Ano (2017 e 2019), a Mulher do Ano (2018) e a artista feminina de maior sucesso a surgir na década de 2010, além da Billboard reconhece-la como a nona maior estrela pop do período 2000-2024. É destaque em listas das maiores cantoras de todos os tempos feita pela Rolling Stone, Time 100 (2016 e 2019), Forbes Celebrity 100 (2019–2020) e foi classificada como a musicista feminina mais bem paga de 2020 pela Forbes. Fora da música e do cinema, Grande trabalhou com muitas organizações de caridade e defensores dos direitos dos animais, saúde mental, igualdade de gênero, raça e LGBT. Seus empreendimentos comerciais incluem a R.E.M. Beauty, uma marca de cosméticos lançada em 2021, e uma linha de fragrâncias que arrecadou mais de 1 bilhão de dólares em vendas no varejo global. Influente nas redes sociais, é a sexta pessoa mais seguida no Instagram.

## Biografia
Ariana Grande-Butera nasceu em Boca Raton, Flórida. Ela é filha de Joan Grande, CEO da Hose-McCann Communications, e Edward Butera, um designer gráfico. Seu meio-irmão, Frankie Grande, é um ator, dançarino e produtor, e foi um concorrente da décima sexta edição do Big Brother dos Estados Unidos. Ariana também tem um relacionamento próximo com sua avó materna, Marjorie Grande. Grande tem ascendência italiana, das regiões da Sicília e de Abruzzo. Seu nome foi inspirado pela Princesa Oriana de Felix the Cat: The Movie. A família dela mudou-se de Nova York para a Flórida quando sua mãe estava grávida dela, e seus pais se separaram quando ela tinha 8 ou 9 anos de idade. Frequentou a Escola Preparatória North Broward e participou de diversos teatros infantis e da comunidade.
Foi criada na religião Católica, mas abandonou o catolicismo durante o pontificado de Papa Bento XVI, citando não concordar com a posição da igreja em relação à homossexualidade, uma vez que seu meio-irmão Frankie é gay. Ela segue os ensinamentos da Cabala desde os doze anos de idade, junto com Frankie, acreditando que "a base está na ideia de que, se você for gentil com os outros, coisas boas acontecerão com você". Suas músicas, como "Break Your Heart Right Back", apoiam os direitos LGBTQIA+. Grande disse que era uma criança muito "estranha", pois adorava filmes de terror e que seu vilão favorito era o personagem Freddy Krueger. Sua mãe, Joan Grande, estava preocupada que quando ela crescesse, acabasse se tornando uma serial-killer. Então, Grande começou a mostrar bastante interesse em teatro e música, principalmente por causa de seus avôs, que a fascinaram pelo estilo clássico dos anos 50. Ariana é fã assumida da saga Harry Potter e diz que tinha uma queda pelo ator Tom Felton, que interpretou Draco Malfoy nos filmes.
Quando criança, Grande se apresentou com o Teatro Infantil de Fort Lauderdale, tendo seu primeiro papel como personagem-título em Annie. Ela também se apresentou nos musicais de O Mágico de Oz e Beauty and the Beast. Aos 8 anos, ela se apresentou em um lounge de karaokê em um navio de cruzeiro e com várias orquestras e fez sua primeira aparição na televisão nacional cantando "The Star-Spangled Banner" para os Florida Panthers. Ela estudou na Pine Crest School e na North Broward Preparatory School. Aos 13 anos, ela começou a levar mais a sério a carreira musical, embora ainda se concentrasse no teatro. Quando ela chegou em Los Angeles para se encontrar com seus managers, ela expressou o desejo de gravar um álbum de R&B: "Eu estava tipo, eu quero fazer um álbum de R&B! E eles eram como: 'Hum, esse é um objetivo incrível! Quem vai comprar um álbum R&B de uma garota de 14 anos de idade?'"
Quando se mudou com a sua família para Los Angeles após ser aprovada nos testes para Victorious, foi forçada a se distanciar de sua melhor amiga, Alexa Luria. No entanto, Grande diz que elas mantinham contato através das redes sociais e se encontravam sempre que possível. Sua outra melhor amiga é a atriz Elizabeth Gillies, que interpretou Jade West em Victorious. Grande também é amiga de Justin Bieber e a relação entre os dois foi mal interpretada, após uma foto de Bieber beijando a bochecha da cantora ser postada no Twitter. Ambos imediatamente negaram os boatos que estariam namorando. Ela é bastante próxima de sua família e amigos e ficou bastante abalada quando perdeu seu avô devido ao câncer em 2014. Grande também diz que ama os animais e é contra os maus tratos. Ariana ama cachorros e tem dez, são eles: Toulouse, Coco, Strauss, Cinnamon, Fawkes, Ophelia, Myron, Sirius, Lafayette e Pignoli. Desde 2013, Grande assumiu ser vegana.

## Carreira

### 2007–12: Início da carreira, YouTube,Victorious e Sam & Cat

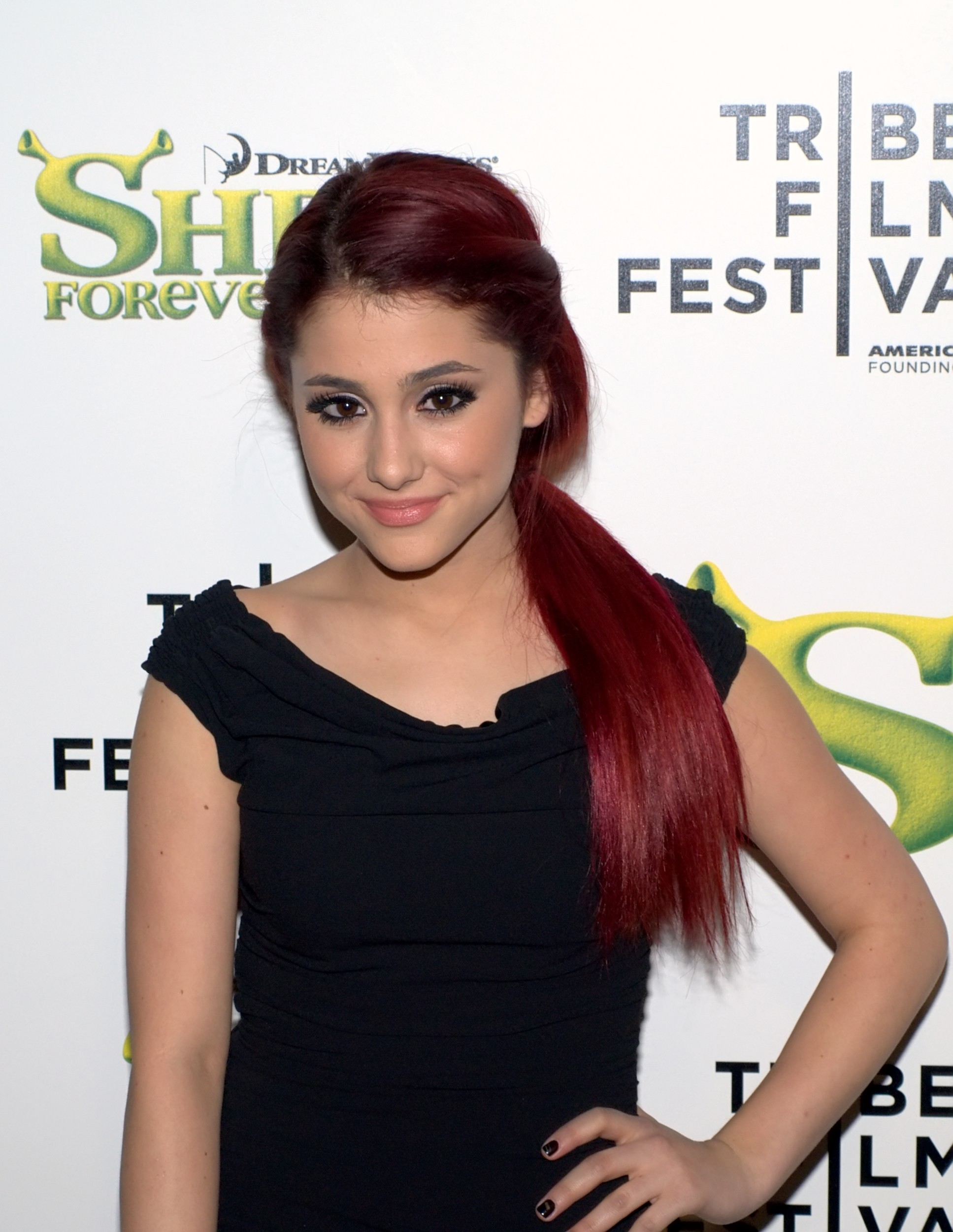
Grande no Festival de Cinema de Tribeca, 2010

Em 2007, Grande postou um vídeo dançando com uma amiga ao som de "Ain't No Other Man", de Christina Aguilera. Em 2008, Grande interpretou o papel de Charlotte no musical 13 da Broadway, no qual ela ganhou o Prêmio Nacional de Teatro da Juventude. Quando se juntou ao elenco do musical, ela deixou a Escola Preparatória North Broward, embora permanecesse ainda matriculada. A escola mandava materiais para que ela pudesse estudar com tutores. Em 2010, atuou como Miriam no novo musical, Cuba Libre, escrito e produzido por Desmond Child. Em março do mesmo ano, Grande foi escalada para interpretar Cat Valentine na série de televisão da Nickelodeon Victorious. Em 2011, Grande dublou Princess Diaspro no desenho animado Winx Club. Ela também atuou como Branca de Neve no A Snow White Christmas em dezembro de 2012.

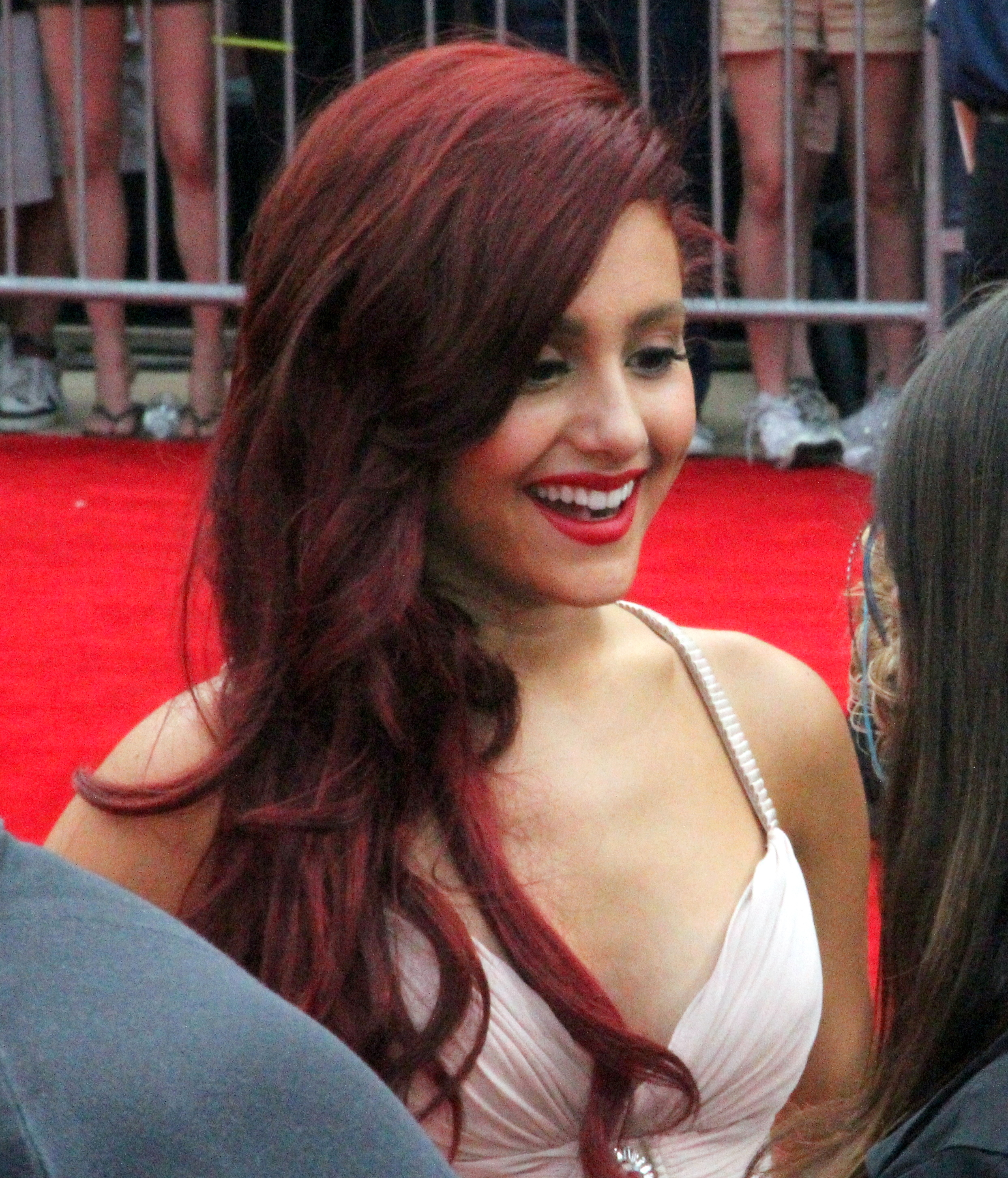
Grande em 2011

Em agosto de 2012, foi anunciado que a produção de Victorious tinha sido cancelada. No entanto, durante a apresentação da Nickelodeon no Television Critics Association Summer Press Tour em 3 de agosto foi anunciado o spin-off Sam & Cat, no qual Grande reprisará seu papel de Victorious e Jennette McCurdy de iCarly, ou seja, Cat Valentine e Sam Puckett, respectivamente. A série foi ao ar em 29 de novembro de 2012. Em 11 de julho de 2013, a Nickelodeon dobrou o número de episódios de Sam & Cat da primeira temporada, passando a ter quarenta episódios. Apesar do enorme sucesso de audiência, a série foi cancelada em 13 de julho de 2014, devido a carreira musical de Grande. O final foi exibido em 17 de julho.
Grande cantou como solista em diversas sinfonias, como a do sul da Flórida Filarmônica, Pops e Orquestras Sinfônicas. Ela se apresentou várias vezes no clube de jazz Birdland em Nova Iorque. Também cantou uma reedição da canção "The Star-Spangled Banner" na primeira transmissão ao vivo da liga de hóquei do Florida Panther. Além disso, Grande fez covers de canções como "Emotions" e "All I Want for Christmas Is You" de Mariah Carey, e "I Believe in You and Me" de Whitney Houston. A terceira e última trilha sonora de Victorious, Victorious 3.0, foi lançada em 6 de novembro de 2012. O primeiro single foi "L.A. Boyz" (cantado por Grande e Justice) e o videoclipe foi lançado em 18 de outubro. Ainda nesse ano, Grande fez um dueto com Mika na faixa "Popular Song".

### 2013–14:Yours Truly e Christmas Kisses
Em 26 de março de 2013, foi lançado o primeiro single do seu álbum de estreia, "The Way", com a participação de Mac Miller. "The Way" vendeu 120 mil cópias nas primeiras 48 horas e vendeu mais de 219 mil cópias na sua primeira semana; ele se tornou o terceiro single com as melhores vendas na primeira semana de 2013, atrás de "Suit & Tie" de Justin Timberlake e "Best Song Ever" de One Direction. "The Way" estreou na nona posição no Billboard Hot 100 na semana que terminou em 5 de abril, tornando Grande a primeira artista feminina a entrar Hot 100 com o primeiro single desde 2008. O single vendeu duas milhões de cópias nos Estados Unidos e recebeu o certificado de platina duplo pela RIAA. Grande foi processada pela Minder Music, que alegou que a letra era uma cópia da música de 1972 "Troglodyte (Cave Man)" por Jimmy Castor Bunch. O segundo single, "Baby I", estreou na 21ª posição na parada Billboard Hot 100, tornando-se seu segundo hit no Top 40. A música também estreou na 6ª posição da parada Billboard Hot Digital Songs, tornando Grande a única cantora feminina a estrear duas canções na parada durante 2013. O terceiro single, "Right There", com a participação do rapper Big Sean, estreou na 84ª posição na parada Billboard Hot 100.

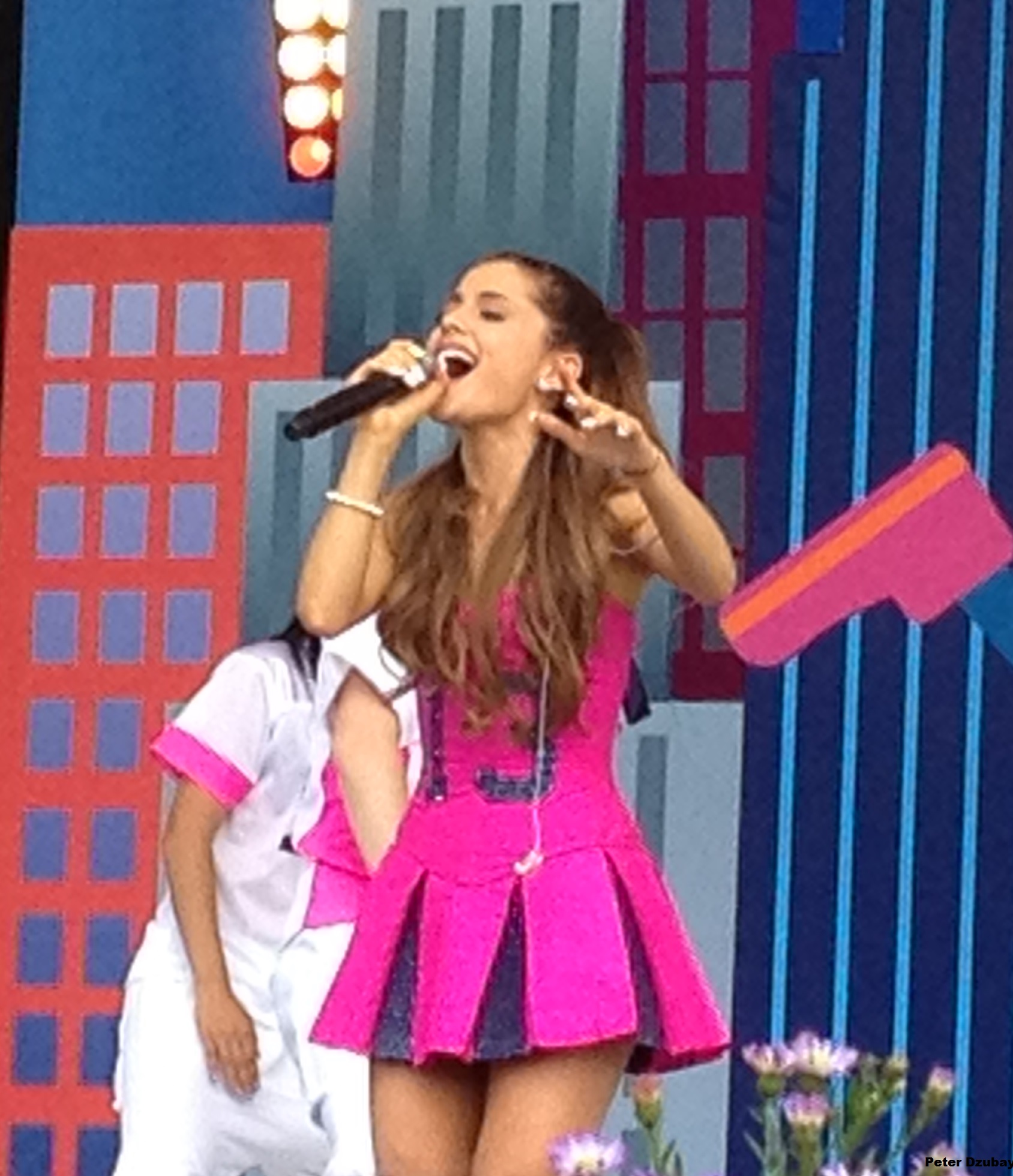
Grande se apresentando no World Wide Day of Play em 2013

O seu álbum de estreia, Yours Truly, foi finalizado em junho e lançado em 2 de setembro no Reino Unido e, no dia seguinte, nos Estados Unidos. Yours Truly oficialmente estreou no Billboard 200 com mais de 138 mil cópias vendidas na primeira semana, tornando-se o primeiro álbum número um de Grande como uma artista solo. Isso fez com que Grande fosse a primeira artista feminina a ter o álbum de estreia na parada, desde Animal de Kesha em 2010. Yours Truly alcançou o top 10 na Austrália, no Reino Unido, Irlanda e nos Países Baixos. Após o lançamento do álbum, Grande ficou na quarta colocação na lista "Os Menores Mais Populares da Música em 2013" pela Billboard. Em abril de 2014, o álbum já tinha vendido mais de 500 mil cópias nos Estados Unidos, tornando-se o primeiro álbum certificado como ouro de Grande.

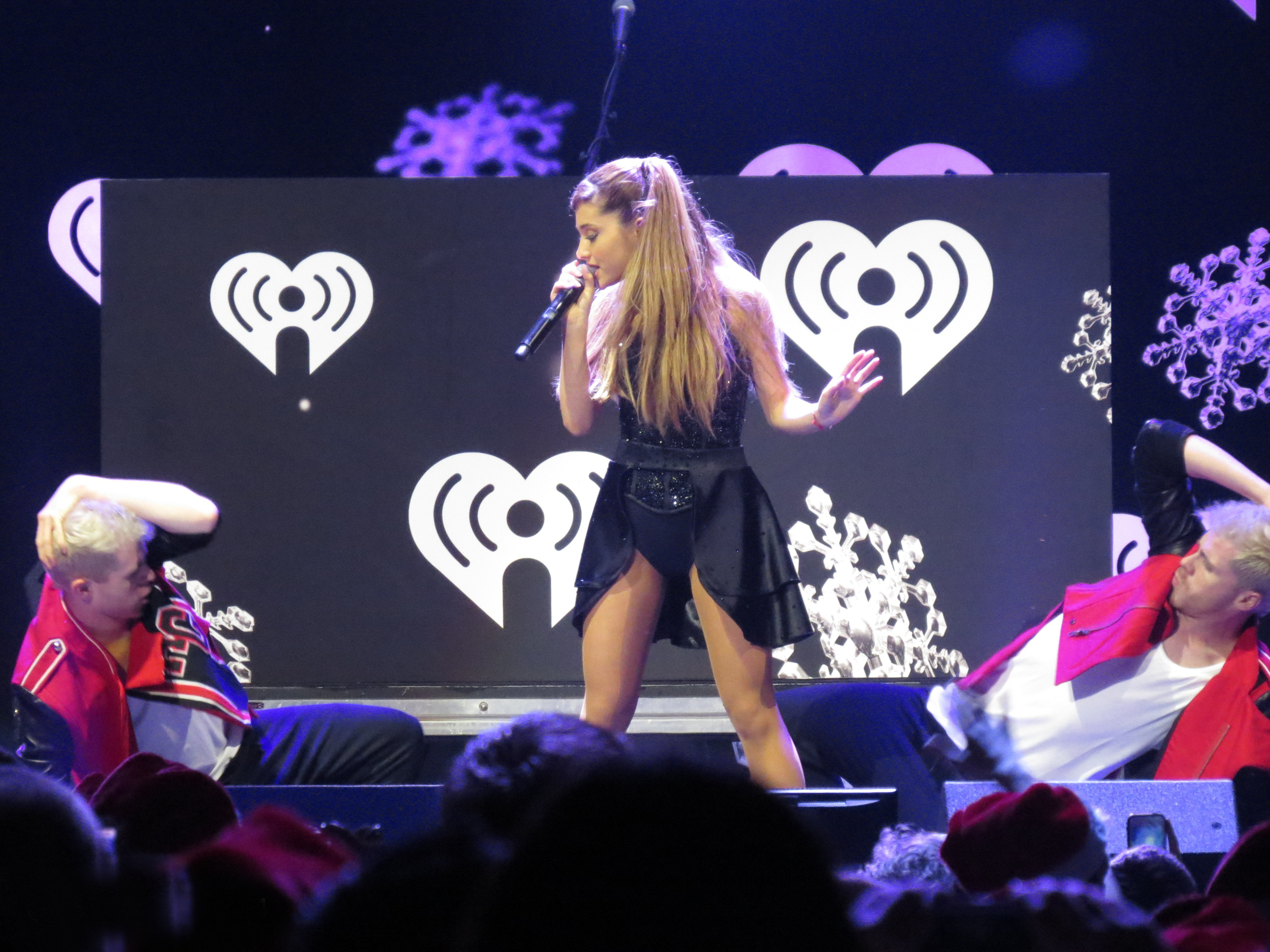
Grande se apresentando em dezembro de 2013

Atuou no filme Swindle, uma adaptação da novela do mesmo nome por Gordon Korman, ao lado de Jennette McCurdy e que foi ao ar em agosto. No mesmo mês, lançou o dueto "Almost Is Never Enough" com Nathan Sykes da banda The Wanted. Ela também participou de três apresentações da Believe Tour de Justin Bieber até o início da sua própria turnê, The Listening Sessions. Grande também se apresentou no MTV Video Music Awards e no Dancing with the Stars com Mika. Logo em seguida, no American Music Award 2013, ela ganhou o prêmio por Nova Artista do Ano e foi a artista mais mencionada no Twitter daquela noite. A performance de Grande nas músicas "The Way" e "Tattooed Heart" recebeu elogios de celebridades como Kelly Clarkson e Lady Gaga e ela foi saudada pela imprensa por seu alcance vocal elevado.
Em dezembro, ela fez uma série de apresentações, incluindo na 87ª edição da Macy's Thanksgiving Day Parade, na transmissão do Rockefeller Center Christmas Tree na NBC New York, KIIS-FM Jingle Ball na Staples Center em Los Angeles e no evento da Z100 no Madison Square Garden em NY. Ela também cantou no Dick Clark's New Year's Rockin' Eve com Big Sean e Mac Miller. Então, no dia 13 do mês, ela lançou um extended play de natal, Christmas Kisses, contendo quatro músicas. Christmas Kisses recebeu elogios da crítica por sua "volta ao R&B" do clássico de natal.
Em janeiro de 2014, Grande confirmou que estava gravando seu segundo álbum de estúdio e que estava trabalhando com Ryan Tedder e Benny Blanco. Em 4 de março, o Presidente Barack Obama e a Primeira Dama Michelle Obama convidaram Grande a cantar no concerto da Casa Branca, "Women of Soul: In Performance at the White House", que aconteceria em 6 de março. Esse evento é descrito como uma homenagem às antigas cantoras americanas, com músicas que mostram as lutas e conquistas das mulheres. Ela também se apresentou na Festa de Páscoa da Casa Branca em 21 de abril. Além disso, recebeu um prêmio da Music Business Association de Artista Revelação do Ano, por suas realizações em 2013.

### 2014–15:My Everythinge primeira turnê
No final de março, Grande fala que seu segundo álbum de estúdio está finalizado. O primeiro single do novo trabalho é "Problem" com participação da rapper australiana Iggy Azalea. Ele estreou na Radio Disney Music Awards 2014 em 27 de abril e vendeu 438 000 downloads na primeira semana, fazendo Grande ser a mais jovem mulher a estrear com mais de 400 mil downloads. No Billboard Hot 100, a canção estreou na terceira colocação e virou o segundo single da cantora a estrear no top dez. Além disso, a canção foi conhecida por ser a maior estreia de sempre para uma colaboração de solistas femininas. Em 6 de julho, Grande ganhou um lugar na história das paradas britânicas quando "Problem" alcançou a primeira colocação no primeiro Official Singles Chart. O segundo single, "Break Free", com a parceria de Zedd, foi lançado em 2 de julho em uma transmissão especial da Total Request Live, intitulada Total Ariana Live. Durante a exibição, a hashtag #TotalArianaLive foi a mais citada nos Estados Unidos.
Em 28 de julho, Grande anunciou o título do seu novo álbum, My Everything, que foi lançado em 25 de agosto. A revista
Rolling Stone escreveu que o álbum "é onde a estrela de 21 anos da Nickelodeon cresce. É ousado, inteligente, uma amostra de pop descarado, misturando as vocais com bubblegum e ritmo do EDM". O álbum alcançou o primeiro lugar entre os mais vendidos do iTunes em 78 países, como Estados Unidos, Canadá, Espanha, México e inclusive no Brasil. Ele também ocupou a primeira posição do Billboard 200, assim como seu álbum de estreia. Dessa forma, Grande foi a primeira artista mulher a ter seus dois primeiros álbuns de estúdio no topo da lista desde de 2010, posto anteriormente ocupado por Susan Boyle.

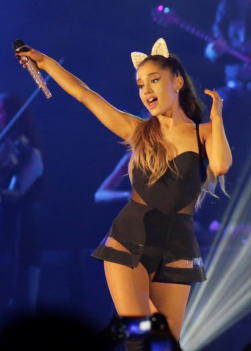
Ariana em sua turnê: The Honeymoon Tour, 2015

Em 4 de setembro, cantou o hino nacional dos Estados Unidos na 95ª temporada do National Football League. Depois da apresentação, Grande foi elogiada pela Billboard: "Mesmo quando está cantando as notas altas mais difíceis, ela faz tudo parecer simples". Enquanto isso, Idolator citou que "como de costume, ela parecia estar impecável, sua voz poderosa estava por todo o estádio" e completou dizendo que as notas altas no final da performance certamente não eram nenhum problema para Ariana. Em 27 de setembro, Grande performou na estreia da 40ª temporada do programa Saturday Night Live, apresentado por Chris Pratt. Três dias depois, lançou o seu terceiro single, "Love Me Harder", um dueto com The Weeknd, que estreou na 7ª posição na Billboard Hot 100. No mesmo mês, anunciou a sua primeira turnê mundial, chamada The Honeymoon Tour, que teve início em fevereiro de 2015 nos Estados Unidos e terá continuidade na Europa e em outros países.
Em novembro, apresentou-se no MTV Europe Music Awards de 2014, onde abriu a cerimônia com "Problem" e "Break Free". Além disso, ganhou o prêmio de Melhor Canção por "Problem" e de Melhor Artista Feminina. Depois, ela se apresentou no Bambi Awards, na Alemanha. Naquela noite, recebeu o prêmio de Melhor Nova Artista. O júri da premiação comentou sobre o assunto: "Ariana Grande é uma jovem cantora com uma voz poderosa, que sabe combinar pop, soul, hip-hop e música eletrônica para formar um som dançante e irresistível. Seus sucessos estabeleceram novos recordes no iTunes, seus concertos vendem e tem milhões de fãs no Facebook, Twitter e Instagram. Sua inconfundível voz, que pode se estender a cinco oitavas, é um talento excepcional no nosso tempo". Em 17 de novembro, Grande foi destaque na música de Major Lazer, "All My Love", que foi lançada como terceiro single da trilha sonora do filme The Hunger Games: Mockingjay — Part 1. Em 24 de novembro, lançou a canção de natal "Santa Tell Me". Ela mais tarde lançou o quinto e último single de My Everything, "One Last Time".
No início de 2015, Grande embarcou na The Honeymoon Tour pela América do Norte e Europa, com pequenas paradas na Ásia e América do Sul. A turnê conquistou US$ 14 milhões em seus 25 primeiros concertos, vendendo 290 699 ingressos. Seguido pelo sucesso inicial da turnê, 40 outras datas foram adicionadas. A turnê teve seu fim em dezembro de 2015. Ariana fez uma participação na série da FOX, Scream Queens, no papel de Chanel #2. Em setembro de 2015, Grande lançou sua primeira fragrância, "Ari by Ariana Grande". Ela está definida para aparecer no futuro filme de comédia Zoolander 2. Grande também filmou um episódio para o reality show da FOX Knock Knock Live, mas o show foi cancelado antes do episódio ir ao ar.

### 2015–17:Christmas & Chill, Dangerous Woman esegunda turnê
Ariana começou a gravar músicas para seu terceiro álbum de estúdio, originalmente intitulado Moonlight, em 2015. Em outubro daquele ano, ela lançou o single "Focus", inicialmente concebido como o primeiro single do álbum; a música estreou no 7º lugar na Hot 100. O videoclipe da música já foi visto mais de 700 milhões de vezes no YouTube. Grande assinou um acordo de publicação com Universal Music Publishing Group e lançou o single "Focus" em 30 de outubro de 2015. Ela também colaborou com Andrea Bocelli na faixa "E Più Ti Penso", incluída em Cinema. Grande também fez um cover da canção "Zero to Hero", do filme Hércules, para o álbum de compilação We Love Disney. Ela e Meghan Trainor participaram na canção "Boys Like You" de Who Is Fancy, lançada em 23 de novembro. Grande também lançou seu segundo EP de Natal, Christmas & Chill, que estreou no 34º lugar na Billboard 200 e no número 3 na parada Billboard's Holiday Albums.

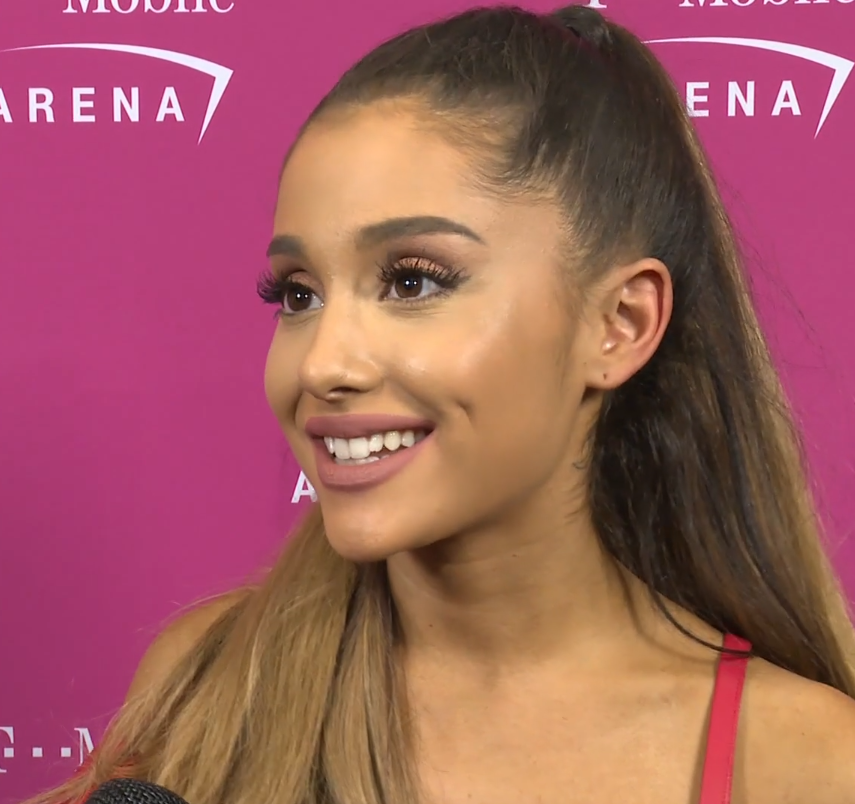
Grande em 2016

Em março de 2016, Grande lançou "Dangerous Woman" como o single principal do álbum com o mesmo título. O single estreou na 10ª posição na Billboard Hot 100 e foi a sétima entrada no top 10, também da Billboard Hot 100. Ela é a primeira pessoa na história do Hot 100 a emplacar todos os seus primeiros singles de todos os seus álbuns no top 10. A música mais tarde alcançou o 8º lugar na Hot 100. Em 12 de março de 2016, Grande apareceu como apresentadora e convidada musical do Saturday Night Live, onde interpretou "Dangerous Woman" e estreou o single promocional "Be Alright", que ela lançou em 18 de março. A música ficou no 43º lugar na Billboard Hot 100. Grande recebeu críticas positivas por sua aparição no programa, incluindo elogios por suas imitações de vários cantores, alguns dos quais ela havia feito no The Tonight Show. Jonathon Dornbush, da Entertainment Weekly, escreveu que Grande "não apenas pregou suas performances musicais, mas também brilhou como a melhor parte de alguns dos desenhos da noite", incluindo uma "chocantemente boa" impressão de Jennifer Lawrence, continuando, "Grande provou que poderia escalá-la entre os apresentadores do SNL. "Stephanie Webber da Us Weekly elogiou a cena de Judy Garland como um comandante de nave estelar boba. Grande venceu uma votação online na Entertainment Weekly como o "melhor apresentador da temporada". Em maio de 2016, entre outras aparições para promover o álbum, como na final da 10ª temporada do The Voice, Grande apresentou o segundo single do álbum, "Into You", que chegou ao 13º lugar na Billboard Hot 100 e fez um dueto de "Dangerous Woman" com Christina Aguilera.

Grande lançou seu terceiro álbum de estúdio Dangerous Woman em 20 de maio de 2016; foi lançado em segundo lugar na Billboard 200, o álbum foi número 1 no Reino Unido, 2 no Japão e número 1 em vários outros mercados, incluindo Austrália, Holanda, Irlanda, Itália, Nova Zelândia e Taiwan. Nolan Feeney comentou na Entertainment Weekly que Grande "tira o pop, o R&B, o reggae e a casa - tudo sem se sobrecarregar ou aproveitar as tendências". Mark Savage, escrevendo para a BBC News, chamou o álbum de "um disco maduro e confiante". Em junho no Summertime Ball, no estádio de Wembley, em Londres, Ariana tocou três músicas do álbum como parte de seu set. Em agosto, Grande lançou um terceiro single do álbum, "Side to Side", com a rapper Nicki Minaj, sua oitava entrada no top 10 do Hot 100, que chegou ao quarto lugar do ranking. O videoclipe da música já foi visto mais de 1,3 bilhão de vezes. O álbum e a faixa-título foram nomeados para o Grammy Awards de 2017. Em março de 2018, Dangerous Woman passou um total de 89 semanas na Billboard 200.

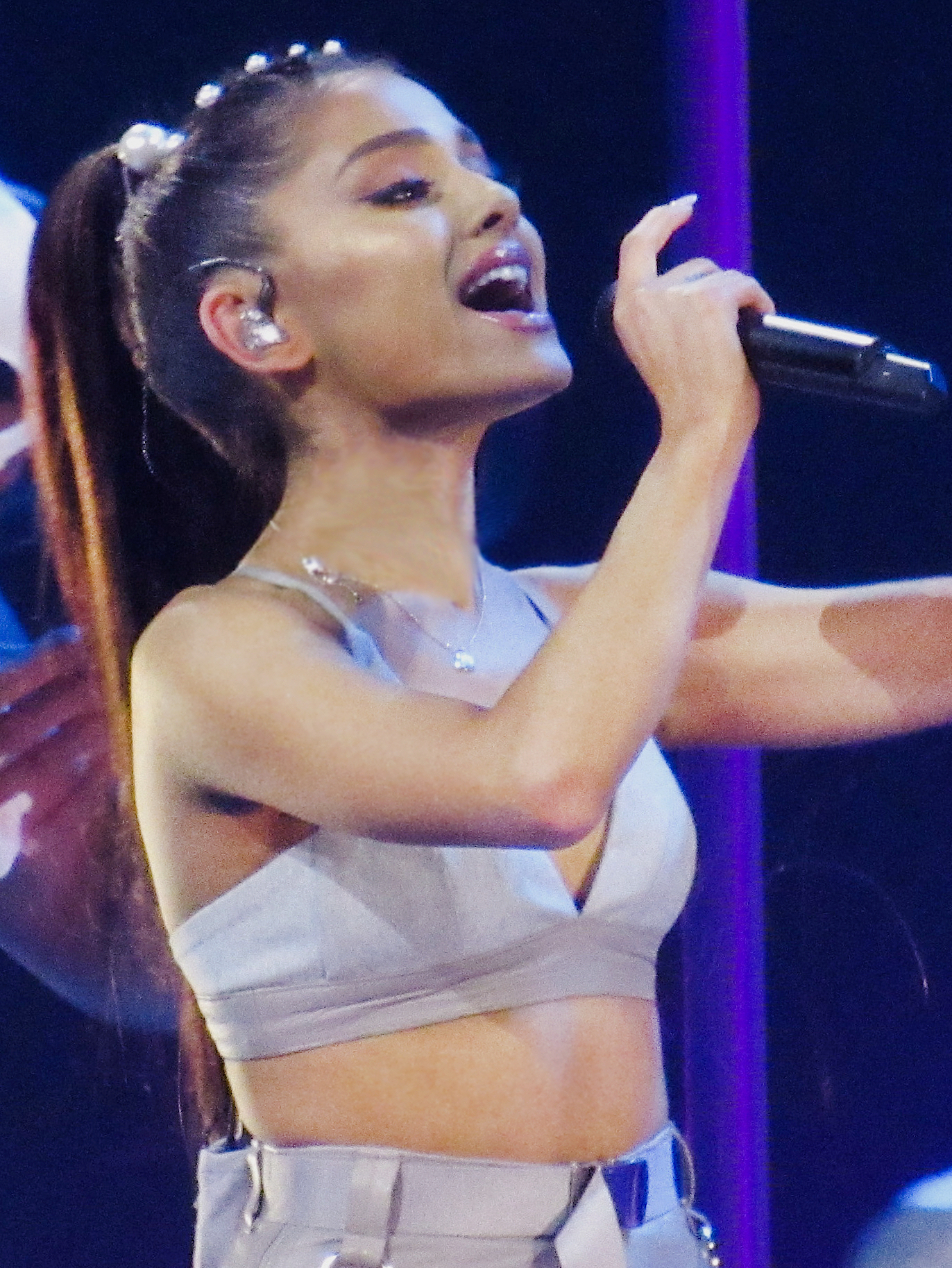
Grande se apresentando na turnê Dangerous Woman Tour

Também em 2016, Grande fez uma aparição no filme de comédia Zoolander 2, estrelado por Ben Stiller e Owen Wilson. Ela também colaborou com MAC Cosmetics em uma coleção de maquiagem, doando 100% dos lucros para o MAC AIDS Fund, e lançou uma linha de moda em colaboração com a Lipsy London. Em agosto de 2016, Grande fez uma homenagem a Whitney Houston no final da temporada do programa de TV Greatest Hits, da ABC, e encabeçou a noite de abertura do Hot 100 Festival da Billboard, tocando um conjunto de quase uma hora de suas próprias canções. Grande filmou um comercial para a T-Mobile que estreou em outubro de 2016. Ela interpretou Penny Pingleton na edição de dezembro de 2016 da NBC Hairspray Live!. Sonia Saraiya escreveu na revista Variety que Grande era o MVP do programa, atuando como um ajudante confiável e, uma vez que a situação exigisse, diva. No mesmo mês, Grande apresentou “Faith”, junto com Stevie Wonder, no final da temporada do The Voice; eles colaboraram na música para a trilha sonora do filme de 2016, Sing. Ela também participou da Jingle Ball Tour 2016. Grande trabalhou em seu terceiro álbum de estúdio, Dangerous Woman, compondo a faixa-título juntamente de Victoria Monet.
Em 22 de maio de 2017, Grande se apresentou na Manchester Arena em Manchester, no Reino Unido, como parte de sua turnê Dangerous Woman Tour. No final do show, um terrorista suicida muçulmano detonou um explosivo na entrada da arena, deixando 22 mortos e 120 feridos. Ariana saiu ilesa do ataque, e posteriormente suspendeu a turnê até, pelo menos, 5 de junho. Grande suspendeu a turnê até 7 de junho e realizou um concerto beneficente televisionado, One Love Manchester, em 4 de junho no Old Trafford Cricket Ground, em Manchester, ajudando a arrecadar US $23 milhões para ajudar as vítimas e famílias afetadas. Grande, Justin Bieber, Katy Perry e outros artistas se apresentaram. Para reconhecer seus esforços, a Câmara Municipal nomeou Grande o primeiro cidadão honorário de Manchester. A turnê foi retomada na Europa, América Latina, Ásia e Oceania. Terminou em setembro de 2017, ganhando mais de US $71 milhões e vendendo mais de 875 mil ingressos.
Sem se deter por estes acontecimentos, no mesmo ano, Ariana Grande gravou a faixa-título da trilha sonora do remake de live-action 2017 da Disney Beauty and the Beast com John Legend; a música estreou na Billboard Hot 100 no número 87. Ela também apareceu em um episódio do Apple Music Carpool Karaoke, cantando músicas de teatro musical com Seth MacFarlane. Ela se tornou embaixadora da marca Reebok. Mesmo sem lançar um novo álbum em 2017, Grande tornou-se Artista Feminina mais bem sucedida do Ano da Billboard. Grande lançou cinco fragrâncias com a Luxe Brands desde 2015. Eles arrecadaram mais de US $150 milhões em vendas globais até 2017.

### 2018–19:SweetenereThank U, Next

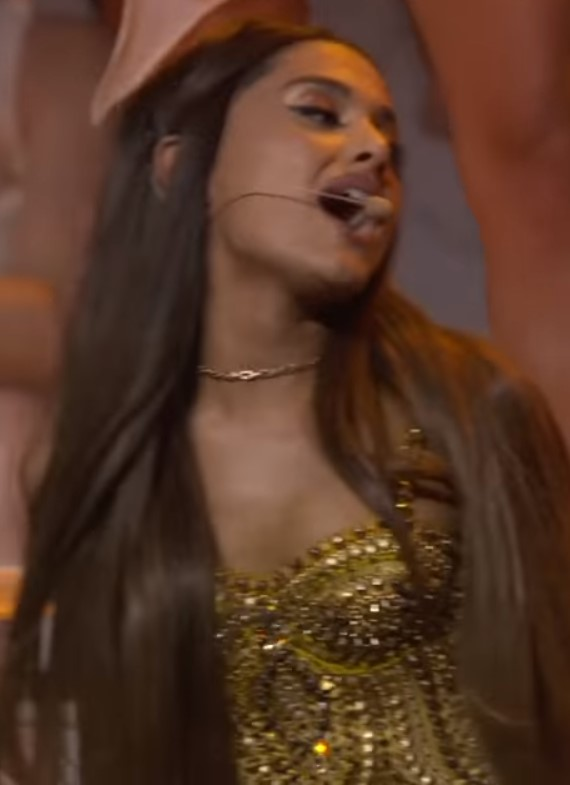
Ariana em performance do single "God is a woman", no VMAs 2018.

Grande começou a trabalhar em canções para o álbum com Pharrell Williams ainda em 2016, mas os eventos em Manchester deram um duro retorno às expectativas do projeto. Em 20 de abril de 2018, Grande lançou "No Tears Left to Cry" como o primeiro single de seu próximo álbum de estúdio, junto com um videoclipe para a música. A música estreou na 3° posição na Billboard Hot 100 e é a nona música da Grande a chegar ao top 10. Ela cantou "No Tears Left to Cry" no Tonight Show em 1 de maio, onde revelou que o título de seu próximo álbum é Sweetener e que ela espera que seja lançado no verão de 2018. O álbum foi disponibilizado para pré-venda em 20 de junho de 2018, juntamente com o lançamento do single promocional "The Light Is Coming" com a rapper Nicki Minaj. O segundo single do álbum "God Is a Woman" foi lançado em 13 de julho de 2018 e alcançou o número 8 no Hot 100 e foi a 10ª música do Grande a alcançar o top 10 do mesmo álbum. O álbum foi lançado em 17 de agosto de 2018 e obteve uma recepção comercial positiva, atingindo o topo das tabelas de mais de 20 países. Grande deu quatro concertos para promover o álbum, anunciado como "The Sweetener Sessions" que começou em 20 de agosto de 2018 em Nova York, Estados Unidos e terminou em 4 de setembro de 2018 em Londres, Reino Unido. Em 25 de outubro, Grande liberou as datas da Sweetener World Tour prevista para começar em 18 de março de 2019, em Albany, Nova York.
Em novembro de 2018, Grande anunciou seu quinto álbum de estúdio intitulado Thank U, Next através das redes sociais. A faixa-título foi lançada em 3 de novembro como primeiro single do disco.. No mesmo mês, Grande anunciou que estava colaborando com o YouTube para um projeto especial que depois foi revelado como uma documentação limitada. A série de quatro partes intitulada "Ariana Grande: Dangerous Woman Diaries", que mostra os bastidores da Dangerous Woman Tour e destaca sua vida profissional durante a turnê, com imagens dos shows, bastidores inéditos, momentos do One Love Manchester e um profundo olhar da realização de seu quarto álbum, Sweetener. A série estreou em 29 de novembro de 2018 e conta com quatro episódios com cerca de 45 minutos cada. Em janeiro de 2019, Grande lançou "7 Rings" como segundo single do disco e anunciou a data de lançamento para 8 de fevereiro. "Break Up with Your Girlfriend, I'm Bored" foi lançada como terceiro single no dia do lançamento do disco. O álbum estreou na primeira posição na Billboard 200 com 360 mil unidades vendidas. O Grammy Award anunciou que a cantora ganhou o prêmio de Melhor Álbum Pop com Sweetener antes da cerimônia acontecer.
Em abril de 2019, juntamente com Victoria Monet, sua amiga e colaboradora de longa data, lançou o single Monopoly. A música, segundo Ariana, é uma celebração de amizade. A faixa ganhou um clipe animado com a aparição das duas. O clipe foi dirigido por Ricky Alvarez. Grande embarcou na Sweetener World Tour a partir de março de 2019 para promover seus álbuns Sweetener (2018) e Thank U, Next (2019). Em 2 de agosto, Ariana lança o single Boyfriend com o duo Social House. Em 25 de outubro, Grande juntamente com Lizzo lançaram o remix de Good a Hell.
No dia 1 de novembro, Grande, após ser chamada para produtora executiva, lança com vários artistas a trilha sonora original do filme Charlie's Angels (filme de 2019) (Charlie's Angels), juntamente lança também o single Don't Call me Angel (com Lana Del Rey e Miley Cyrus). A trilha ainda contou com a participação de Nicki Minaj, Anitta, Normani, Kim Petras, Victória Money, Chaka Khan e entre outras.
Em 17 de outubro de 2019, Grande twittou uma foto de sua edição de arquivos vocais em seu notebook e escreveu "prestes a começar a compor e escolher meus momentos favoritos/apresentações neste voo... apenas no caso de você querer um álbum ao vivo um dia". Em novembro de 2019, Grande continuou compartilhando mais fotos nas redes sociais de arquivos de áudio com o nome de diferentes cidades em que ela se apresentou. Em 1 de dezembro de 2019, Grande compartilhou uma atualização sobre a produção do álbum. Em 23 de dezembro, lança o seu primeiro álbum ao vivo K Bye for Now (SWT Live) gravado durante as apresentações da sua turnê. E ainda conta com participações de Nicki Minaj, Big Sean e Donald Glover.

### 2020–22:PositionseThe Voice US
Em 1 de maio de 2020, Grande juntamente com Justin Bieber, anunciou que lançariam parceria numa música em conjunto. A música tem objetivo beneficente, cujos rendimentos serão destinados a causas solidárias que apoiam as famílias dos profissionais que atuam na linha de frente do combate contra o coronavírus (Covid-19). A faixa intitulada Stuck with U foi lançada dia 8 de maio juntamente com o clipe. A renda gerada com música nas plataformas de streaming será revertida para a First Responders Children's Foundation. Haley Baldwin, Michael Bublé, Jaden Smith, Kylie e Kendall Jenner, Demi Lovato e Chance the Rapper são alguns dos famosos que aparecem no vídeo juntamente com imagens de fãs com suas famílias. Ainda em maio, foi lançado "Rain on Me", parceria entre Lady Gaga e Grande, lançada como segundo single do sexto álbum de Gaga, Chromatica, que debutou o primeiro lugar na Billboard Hot 100, sendo a quarta posição conquistada por Grande e ajudando a quebrar recordes nas plataformas digitais.
Em outubro de 2020, Grande anunciou que seu futuro sexto álbum de estúdio será lançado neste mês. O álbum Positions foi lançado em 30 de outubro de 2020, e atingiu o número um na Billboard 200, tornando seu quinto álbum a atingir essa marca. O primeiro single, a faixa-título, foi em 23 de outubro e debutou em primeiro lugar na Billboard Hot 100, tornando o seu quinto single a atingir o topo das paradas e quebrando vários recordes. Ariana se tornou a primeira artista a ter cinco estreias número um na Billboard Hot 100 e a primeira artista a ter suas primeiras cinco estreias número um no topo. "Positions" se tornou seu terceiro single número um em 2020 depois de "Stuck With U" e "Rain on Me", tornando Ariana a primeira artista desde Drake a ter três canções número um em um único ano e a primeira artista feminina a fazer isso desde Rihanna e Katy Perry. Em 13 de novembro de 2020, Grande fez uma aparição surpresa no Adult Swim Festival, se apresentando ao lado do músico Thundercat, cantando sua canção "Them Changes", que ela havia feito um cover anteriormente. Ariana e Jennifer Hudson participaram do remix da canção de natal "Oh Santa!", de Mariah Carey, lançada inicialmente em 2010. A música foi lançada em 4 de dezembro de 2020 como parte do projeto Magical Christmas Special. Em 21 de dezembro de 2020, Ariana lançou o documentário Excuse Me, I Love You, mostrando os bastidores da Sweetener World Tour, lançado exclusivamente na Netflix.
Em 2021, Grande foi escalada para o papel de Glinda na adaptação cinematógrafica do musical Wicked. O longa dirigido por Jon M. Chu contou com a participação também de Cynthia Erivo, que se tornaria a melhor amiga da Ariana. As gravações iniciaram em dezembro de 2022, e interrompidas em julho de 2023 devido a greve da SAG-AFTRA de 2023, retornando em novembro de 2023 e sendo finalizada em janeiro de 2024.

### 2023-presente:WickedeEternal Sunshine

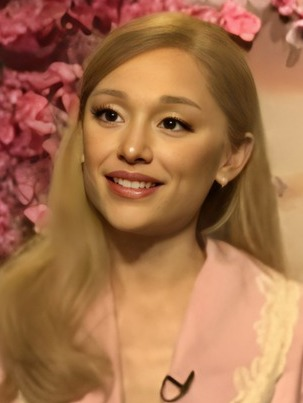
Grande durante uma entrevista em 2024.

Em 25 de agosto de 2023, Grande lançou uma nova versão de seu primeiro álbum, Yours Truly, em comemoração especial de 10 anos. Com as músicas originais, a versão deluxe do álbum contém 6 músicas ao vivo em Londres: Honeymoon Avenue, Daydreamin', Baby I, Tattooed Heart, Right There e The Way, também com uma versão espanhola do single com Mac Miller. Em janeiro de 2024, Grande anunciou o single, "yes, and?" sendo o primeiro de seu sétimo álbum de estúdio, Eternal Sunshine. A música estreiou em primeiro lugar na parada Billboard Hot 100. No dia 27 de janeiro de 2024, Grande anunciou seu sétimo álbum de estúdio, Eternal Sunshine. O álbum possui 13 faixas, incluindo o single "We Can't Be Friends (Wait for Your Love)" que também atingiu primeiro lugar na Billboard Hot 100 e primeiro lugar na parada do Top 50 Global do Spotify. O álbum na sua primeira semana vendeu 227 mil cópias em sua primeira semana. Ele estreiou em primeiro lugar na Billboard 200. No dia 6 de maio, houve o Met Gala 2024. Em que, Grande apresentou as músicas "Into You", "The Boy Is Mine", "7 Rings" e "We Can't Be Friends (Wait for Your Love)". Já em 6 de junho, Grande cantou novamente "The Boy Is Mine", mas agora no palco do The Tonight Show, o programa apresentado por Jimmy Fallon. Grande deu um entrevista no programa e performou. Em 7 de junho, a música "The Boy Is Mine" se tornou um single, e então sendo lançado seu videoclipe e uma versão remix com as cantoras Brandy e Monica, ambas são as cantoras da canção original "The Boy Is Mine" dos anos 2000. Grande usou esta canção e a sua música vazada "Fantasize" como inspiração para criar a sua canção "The Boy Is Mine". Brandy e Monica, também apareceram no clipe da mesma canção. O clipe foi estrelado por Grande, e o ator Penn Badgley.
Em novembro de 2024, Wicked foi lançado, fazendo Grande fazer campanhas e ir a premieres do filme pelo mundo. Junto a Cynthia Erivo, elas gravaram diversas entrevistas e indo a diversos programas. Ainda em novembro, foram anunciados os indicados ao Grammy Awards de 2025. Grande foi indicada a 3 categorias, sendo elas 'Melhor Performance de Dupla/Grupo Pop' com 'The Boy Is Mine - Remix' com a Brandy e a Monica, 'Melhor Álbum Vocal de Pop' com o 'eternal sunshine' e 'Melhor Gravação de Pop Dance' com 'yes, and?'. Em 2 de fevereiro de 2025 ocorreu a premiação, Grande não ganhou nenhuma das categorias.
Em 23 de Janeiro de 2025, foi anunciado os indicados ao Oscar 2025. Grande foi indicada na categoria de 'Melhor Atriz Coadjuvante' como Galinda/Glinda em Wicked. Em 2 de março ocorreu a premiação, Grande performou na premiação, cantando Somewhere Over The Rainbow, canção do filme do Mágico de Oz que tem uma grande carga emocional para a cantora, pois ela dedicou a música a população de Manchester após o atentado que ocorreu em seu show. Grande, também performou 'Defying Gravity', canção do musical de Wicked da broadway, ao lado de Cynthia Erivo, elas foram o ato de abertura da premiação. Grande perdeu a categoria de Melhor Atriz Coadjuvante para Zoë Saldaña.
Em março de 2025, Grande anunciou a versão deluxe do seu sétimo álbum de estúdio, o eternal sunshine. Junto com a versão deluxe que conta com 6 novas faixas, Grande anunciou um curta-metragem, o curta Brighter Days Ahead, que é sua estreia na direção. Grande atuará como diretora e produtora executiva, tal qual será a protagonista Peaches. O deluxe e o curta, co-dirigido por Christian Breslauer, serão lançados em 28 de março de 2025.

## Características musicais

### Estilo musical e influência
Musicalmente, a obra de Grande é majoritariamente pop e R&B, mas também abrange elementos de EDM, funk, dance e hip hop. Ela cresceu ouvindo músicas contemporâneas e dos anos 90. Sua música era originalmente voltada ao público jovem, tendo sido lançado o single bubblegum pop "Put Your Hearts Up", que estava nos planos de ser lançado no álbum da cantora. Yours Truly é descrito em duas partes: a primeira, é um "retrocesso" a música R&B dos anos 90; e a segunda, Grande descreve como "algo que é muito único e especial", que é completamente original. No processo de gravação, ela disse: "Então, metade dele é um retrocesso e semelhante a um sentimento familiar, de se sentir bem, e, então, a outra metade é algo que eu criei, que é algo especial, único e refrescante, que eu amo". Seu álbum de estreia, inspirado no gênero doo-wop, foi elogiado por recriar a "vibe e a sensação dos 90", tendo a colaboração de Babyface, responsável por uma série de hits R&B naquela época. A sequência My Everything é descrita como uma evolução do seu primeiro álbum, com um som novo voltado aos gêneros EDM e electropop. Seu terceiro álbum, Dangerous Woman, possui elementos de deep house, soul, trap e dream pop; e seu quarto e quinto álbum de estúdio, Sweetener e Thank U, Next, a artista mistura elementos de EDM, doo-wop, R&B, hip hop, soul, funk, trap e dream pop.
Mariah Carey e Whitney Houston são suas principais influências vocais: "Eu amo Mariah Carey. Ela é literalmente meu ser humano favorito no planeta. E, claro, Whitney também. No que diz respeito às influências vocais, Whitney e Mariah praticamente cobrem isso". Grande cita Gloria Estefan como a pessoa que a inspirou a seguir uma carreira musical. Ela foi elogiada por Estefan após se apresentar em um navio aos oito anos. Ela também cita Madonna, Destiny's Child, Fergie, Christina Aguilera, India.Arie, Lady Gaga, Imogen Heap e Amy Winehouse como influências. Grande também fala que Big Sean é seu rapper favorito. O álbum de estreia de Grande foi inspirado por artistas como Amy Winehouse, Carey, Houston, Alicia Keys, Aguilera, Perry e Madonna, com colaborações inéditas de SkyBlu do LMFAO, 3OH!3, Kool Kojak e Pebe Sebert. Ela nomeou Alicia Keys, Carey e Beyoncé como as artistas femininas que ela tentou focalizar durante os três anos que levou para gravar seu álbum e as descreveu como "mulheres super confiantes". Grande descreve Imogen Heap como uma das suas maiores influências, especialmente por causa das estruturas "complexas" de suas canções. Ela também cita India.Arie, por possuir uma voz "dos céus" e elogia sua capacidade lírica.

### Voz
A voz de Grande é classificada como soprano lírica e possui uma extensão vocal de quatro oitavas regulares. Com o lançamento do seu álbum de estreia, Yours Truly (2013), Grande recebeu o apelido de "mini Mariah Carey" e "nova Mariah Carey" pelos críticos, pelo seu alto alcance vocal e pelas notas em registro de silvo. Falando de comparações, Julianne Escobedo Shepherd da Billboard escreveu que tanto Carey quanto Grande "possuem o talento de deixarem suas vocais falarem". Além disso, Shepherd escreveu "que as semelhanças não terminam. [...] Grande está arrasando com seus vestidos bonitos, confortáveis e da moda". Grande se sente lisonjeada e abençoada ao ser comparada a Mariah Carey e cita Mariah Carey e Whitney Houston como influências para seu trabalho. Em outra entrevista, Grande disse: "Quer dizer, é um grande elogio, mas quando você ouve meu álbum inteiro, você vê que o som da Mariah é muito diferente do meu". Sua apresentação no American Music Awards de 2013, cantando a cappella as canções "The Way" e "Tattooed Heart", recebeu elogios de celebridade como Kelly Clarkson e Lady Gaga. Durante uma entrevista a Sirius XM, a cantora pop Katy Perry elogiou Grande, dizendo que ela tem "o melhor vocal feminino na música pop atualmente. Ela tem literalmente a melhor voz, a melhor voz ao vivo". Steven J. Horowitz da Billboard sente que é hora de parar de comparar Grande com Carey, afirmando: "Com seu segundo álbum, a cantora de 'Problem' já não se parece mais com uma cantora ilusória - e está tudo bem".

## Vida pessoal
Grande conheceu o ator Graham Phillips, com quem deu seu primeiro beijo, no elenco do musical 13 em 2008, e o namorou até dezembro de 2011. No final de 2011 até meados de 2012, Ariana namorou Jordan Viscomi, que era seu dançarino antes de começarem a se envolver. Após o término dos dois, houve rumores de que Jordan usou Ariana e só estava namorando ela para promover sua própria carreira. Esteve em um relacionamento com Jai Brooks, um membro do grupo australiano de youtubers Janoskians, entre agosto de 2012 e julho de 2013. Em setembro de 2013, após muita especulação, foi confirmado que Grande estava namorando Nathan Sykes, do grupo The Wanted. Sykes foi o primeiro a dar a notícia aos fãs pelo Twitter e os agradeceu pelo apoio. Em 7 de outubro, Brooks acusou Grande de o trair com Sykes. Logo, a cantora disse que nunca foi infiel com Brooks. Em janeiro de 2014, Grande confirma que ela e Sykes haviam terminado, mas que continuavam amigos. Em 1 de maio, Grande foi fotografada beijando Jai Brooks e foi confirmado que eles haviam voltado. Em 5 de agosto, Grande falou que eles haviam terminado pela segunda vez.
Em 17 de outubro de 2014, após diversos flagras e rumores e em uma entrevista à Telegraph Magazine, Ariana confirma que está namorando com o rapper Big Sean. Em 20 de abril de 2015, a US Weekly confirmou que o par havia se separado, devido a ambos terem horários de turnê conflitantes que os manteriam separados por um ano inteiro. Também foi relatado que o casal havia se separado algumas semanas antes. No mesmo mês, Ariana engatou um relacionamento com Ricky Alvarez, na época seu dançarino na The Honeymoon Tour. Eles namoraram por 1 ano e 3 meses, e se separaram em julho de 2016. Ricky deixou a equipe de dança de Ariana após a separação. As canções de Ariana "Moonlight" e "True Love" são sobre Ricky. Alguns fãs especulam que sua música "Forever Boy" e a história do clipe "Into You" também seja sobre Ricky.
Em 15 de julho de 2016, (alguns dias após seu rompimento com Ricky Alvarez), Grande foi para a Disneyland com o rapper Mac Miller e a cantora Victoria Monét. Em 21 de agosto de 2016, Grande e Miller foram vistos se beijando depois de irem a um restaurante japonês, logo confirmando um relacionamento entre os dois. Ele trabalhou profissionalmente com Ariana várias vezes, mais notavelmente como um artista de destaque em "The Way" e eram amigos íntimos há anos, mas nunca havia tido qualquer indício de romance entre eles até então. Em 10 de maio de 2018, após quase dois anos de namoro, Grande confirmou que ela e Miller haviam terminado, embora ainda permaneçam amigos. A canção de Miller, "Cinderella", é sobre Ariana.
A separação de Grande com Mac Miller foi confirmada em 10 de maio de 2018. Logo em seguida ao seu término com Miller, Grande chegou a classificar o relacionamento dos dois como tóxico. Em meio a questionamentos no Twitter feitos na época, ela afirmou: “Eu não sou uma babá ou uma mãe e nenhuma mulher deve se sentir dessa forma. Eu me preocupei com ele, tentei dar apoio à sobriedade dele e rezei por seu equilíbrio”. Em 13 de maio de 2018. Ariana e o ator e comediante Pete Davidson foram vistos juntos. Uma fonte disse à revista People que logo após a performance de Ariana no Billboard Music Awards 2018, eles estavam juntos nos bastidores e ele tinha o braço em volta dela. Além disso, Grande e Davidson comentaram os posts um do outro no Instagram. Davidson fez quatro tatuagens dedicadas a Grande; uma nuvem, que é uma tatuagem combinando com Grande, suas orelhas de coelho Dangerous Woman, as iniciais de Grande "AG" e "H2GKMO", que é uma tatuagem combinando com Grande e seus amigos.
Em 11 de junho de 2018, várias fontes de notícias informaram que Davidson e Grande estavam noivos, o que Grande confirmou posteriormente. O anel que Davidson deu a Grande custou 93 mil dólares, feito pelo joalheiro Greg Yuna. Ele comprou o anel em maio, o que teria sido apenas algumas semanas depois que os dois começaram a namorar. Davidson e Grande foram à Disneyland para celebrar. Ambos também se mudaram para um apartamento em Manhattan, Nova York, que custou US $16 milhões. Davidson confirmou oficialmente o compromisso com Grande em 20 de junho de 2018, em uma entrevista ao Jimmy Fallon.
Em 7 de setembro de 2018, o rapper Mac Miller foi encontrado morto, fato que abalou extremamente Ariana. Em 16 de setembro de 2018, foi divulgado que Ariana Grande e Pete Davidson adiaram, achando o momento impróprio para a cerimônia. Em 15 de outubro de 2018, Grande e Davidson confirmaram que o fim do noivado, segundo eles, "o relacionamento já não estava dando certo e eles continuam se amando profundamente". Após o rompimento, Grande foi vista novamente com Big Sean. Em 9 de agosto, Frankie Grande, irmão de Ariana, confirmou o relacionamento entre ela e Mikey Foster do duo Social House. Porém em 15 de agosto de 2019, Frankie desmentiu a situação afirmando que os dois são melhores amigos. Em 8 de maio de 2020, com o lançamento de Stuck with U, Ariana apareceu dançando junto com o corretor de móveis Dalton Gomez quem ela conheceu em janeiro de 2020 ao procurar uma casa fora de Los Angeles. A relação foi confirmada no verão de 2020.
Em maio de 2021, Ariana se casou com Dalton em uma íntima cerimônia com a família e amigos de ambos Até 18 de maio de 2021, o casal não havia confirmado o casamento através das redes sociais oficiais. Ariana postou algumas fotos com seu marido no que seria uma lua de mel romântica em Amsterdã. O álbum Positions da cantora é sobre seu relacionamento com o marido.
Em julho de 2023, após boatos desde o fim do ano anterior, o casal confirmou a separação oficial. Segundo informa, eles já viviam em casas separadas desde janeiro do mesmo ano. Sobre a separação e o pedido de divórcio, eles alegaram "diferenças irreconciliáveis.
O divórcio foi finalizado somente em outubro de 2023.
Desde de junho de 2023, Ariana é frequentemente vista com o ator Ethan Slater, seu colega de elenco em Wicked, que na época era casado. Apesar de não confirmarem o relacionamento, diversas revistas e jornais flagraram momentos íntimos dos dois, gerando comentários.
Já com o divórcio de ambos em andamento, Slater e Grande foram vistos juntos na Disney. Segundo o TMZ, Ethan e Ariana eram amigos e faziam encontros duplos com seus respectivos cônjuges (Lilly e Dalton, respectivamente), antes da descoberta de ambos da relação do atual casal.
A ex mulher de Ethan, Lilly Jay, disse aos jornais que jamais esperava a separação e que após o romance do marido com Ariana, ele resolveu pedir o divórcio.
Ariana e Ethan estão morando juntos desde de outubro de 2023, após a paralisação das gravações pela greve dos atores.

## Filantropia
Aos dez anos, Grande cofundou o grupo de jovens cantores "Kids Who Care" e se apresentou com eles no sul da Flórida para arrecadar fundos para a caridade. Foi arrecadado cerca de US $500.000 para as instituições de caridade apenas em 2007. No verão de 2009, como membro da organização de caridade da Broadway na África do Sul, Grande se apresentou e ensinou músicas e danças para as crianças em Gugulethu, junto com seu irmão Frankie. Grande também fez uma parceria com a Kleenex na campanha "Shield Sneeze Swish". Após assistir ao filme Blackfish, ela pediu aos fãs para pararem de apoiar a SeaWorld.

## Filmografia

### Cinema
| Ano  | Título                               | Papel                          | Notas          |
| ---- | ------------------------------------ | ------------------------------ | -------------- |
| 2016 | Zoolander 2                          | Latex BDSM                     |                |
| 2020 | Ariana Grande: Excuse Me, I Love You | Ela mesma                      | Documentário   |
| 2021 | Don't Look Up                        | Riley Bina                     |                |
| 2024 | Wicked                               | Galinda Upland / Glinda Upland |                |
| 2025 | Brighter Days Ahead                  | Peaches                        | Curta-metragem |
| 2025 | Wicked: For Good                     | Galinda Upland / Glinda Upland |                |
| 2026 | Focker In-Law                        |                                |                |
| 2028 | Oh, the Places You’ll Go!            |                                |                |

### Televisão
| Ano       | Título                                 | Papel              | Notas                              |
| --------- | -------------------------------------- | ------------------ | ---------------------------------- |
| 2009      | The Battery's Down                     | Bat Mitzvah Riffer | Episódio: "Bad Bad News"           |
| 2010-2013 | Victorious                             | Cat Valentine      | 56 episódios                       |
| 2011      | iCarly                                 | Cat Valentine      | Episódio: "iParty with Victorious" |
| 2011-2013 | Winx Club                              | Princesa Diaspro   | 13 episódios                       |
| 2013      | Swindle                                | Amanda Benson      | Telefilme                          |
| 2013-2014 | Sam & Cat                              | Cat Valentine      | 35 episódios                       |
| 2014      | Family Guy                             | Garota italiana    | Episódio: "Mom's the Word"         |
| 2015      | Scream Queens                          | Chanel #2          | 4 episódios                        |
| 2016      | Hairspray Live!                        | Penny Pingleton    | Telefilme                          |
| 2018      | Ariana Grande: Dangerous Woman Diaries | Ela mesma          | 4 episódios                        |
| 2020      | Kidding                                | Piccola Grande     | Episódio: "Episode 3101"           |
| 2021      | The Voice                              | Jurada             | 26 episódios                       |

### Teatro
| Ano  | Título | Papel               | Notas    |
| ---- | ------ | ------------------- | -------- |
| 2008 | 13     | Charlotte / Patrice | Broadway |

## Discografia
- Yours Truly (2013)
- My Everything (2014)
- Dangerous Woman (2016)
- Sweetener (2018)
- Thank U, Next (2019)
- Positions (2020)
- Eternal Sunshine (2024)

## Turnês
Atração principal
- 2013: The Listening Sessions
- 2015: The Honeymoon Tour
- 2017: Dangerous Woman Tour
- 2019: Sweetener World Tour

Ato de abertura
- 2013: Justin Bieber - Believe Tour

Festivais
- 2013: The Jingle Ball Tour
- 2014: The Jingle Ball Tour

## Prêmios e indicações
Seus prêmios incluem três American Music Awards, quatro MTV Europe Music Awards, dez MTV Video Music Awards e 18 indicações ao Grammy, vencendo nas categorias Melhor Álbum Vocal de Pop em 2019, com o seu quarto álbum de estúdio, Sweetener, e Melhor Desempenho de Pop em Duo ou Grupo, pela canção "Rain on Me", em 2021. Em 2016, a TIME classificou Grande uma das 100 pessoas mais influentes do mundo em sua lista anual. Em oito anos de carreira a cantora vendeu uma estimativa de 85 milhões de discos à nível global. Em 2018, Billboard a nomeou com o título de "Mulher do Ano".